# Landman
Landman es una serie de televisión dramática estadounidense creada por Taylor Sheridan y Christian Wallace, basada en el podcast Boomtown presentado por Wallace. Se estrenó el 17 de noviembre de 2024 a través de Paramount+.
En marzo de 2025, la serie fue renovada para una segunda temporada, que se estrenará el 16 de noviembre de 2025.

## Premisa
Landman se desarrolla en el mundo de las plataformas petrolíferas en el oeste de Texas, donde «los trabajadores petroleros y los multimillonarios imprudentes están impulsando un auge tan grande que está transformando nuestro clima, nuestra economía y nuestra geopolítica».

## Reparto

### Principales
- Billy Bob Thornton como Tommy Norris, un terrateniente de una compañía petrolera.
- Ali Larter como Angela Norris, exesposa de Tommy y madre de Cooper y Ainsley.
- Jacob Lofland como Cooper Norris, hijo de Tommy y Angela Norris y hermano de Ainsley.
- Michelle Randolph como Ainsley Norris, hija de Tommy y Angela Norris y hermana de Cooper.
- Paulina Chávez como Ariana, una mujer cuya familia se ha visto afectada por una gran desgracia.
- Kayla Wallace como Rebecca Falcone, abogada externa de la empresa de Monty.
- Mark Collie como el sheriff Walt Joeberg
- James Jordan como Dale Bradley, un ingeniero petrolero.
- Demi Moore como Cami Miller, la esposa de Monty y amiga de Tommy Norris[3][4]
- Jon Hamm como Monty Miller, el marido de Cami, un coloso de la industria petrolera de Texas con una larga relación personal y profesional con Tommy Norris[3]

### Recurrentes
- Colm Feore como Nathan, un abogado y administrador de una compañía petrolera.

### Invitados
- Michael Peña como Armando, un miembro principal de la tripulación petrolera que está entrenando a Cooper.
- Emilio Rivera como Luis Medina, un tripulante petrolero
- Alex Meraz como Jiménez
- Robyn Lively como Ellie, camarera del Patch Café
- Bart Johnson como Patrick Ramsey
- Mustafa Speaks como Boss
- Andy García como Galino, un hombre extremadamente capaz y poderoso.
- Octavio Rodríguez como Antonio, un hombre duro que se muestra furioso cuando su familia sufre una tragedia.
- JR Villarreal como Manuel, un tripulante de una petrolera que busca represalias después de un desastre.
- JJ Thompson como Jiminez Crew, un miembro del cartel muy cruel, duro y sin piedad.

## Episodios
| N.º | Título                        | Dirigido por     | Escrito por     | Fecha de lanzamiento original |
| --- | ----------------------------- | ---------------- | --------------- | ----------------------------- |
| 1   | «Landman»                     | Taylor Sheridan  | Taylor Sheridan | 17 de noviembre de 2024       |
| 2   | «Dreamers and Losers»         | Taylor Sheridan  | Taylor Sheridan | 17 de noviembre de 2024       |
| 3   | «Hell Has a Front Yard»       | Stephen Kay      | Taylor Sheridan | 24 de noviembre de 2024       |
| 4   | «The Sting of Second Chances» | Stephen Kay      | Taylor Sheridan | 1 de diciembre de 2024        |
| 5   | «Where is Home»               | Stephen Kay      | Taylor Sheridan | 8 de diciembre de 2024        |
| 6   | «Beware the Second Beating»   | Michael Friedman | Taylor Sheridan | 15 de diciembre de 2024       |
| 7   | «All Roads Lead to a Hole»    | Michael Friedman | Taylor Sheridan | 22 de diciembre de 2024       |
| 8   | «Clumsy, This Life»           | Stephen Kay      | Taylor Sheridan | 29 de diciembre de 2024       |
| 9   | «WolfCamp»                    | Stephen Kay      | Taylor Sheridan | 5 de enero de 2025            |
| 10  | «The Crumbs of Hope»          | Stephen Kay      | Taylor Sheridan | 12 de enero de 2025           |

## Producción

### Desarrollo
En febrero de 2022, Paramount+ ordenó una adaptación a serie de televisión del podcast Boomtown titulada Landman del guionista Taylor Sheridan. Billy Bob Thornton protagoniza la serie. En mayo de 2023, Jacob Lofland, Ali Larter y Michelle Randolph se unieron a la serie. En enero de 2024, Kayla Wallace, James Jordan, Mark Collie y Paulina Chávez se unieron a la serie como personajes principales. En febrero de 2024, se informó que Jon Hamm se unió al reparto. En abril de 2024, se informó que Octavio Rodríguez y JR Villarreal se unieron al reparto como personajes recurrentes.
En mayo de 2024, Demi Moore confirmó que la serie tendría una segunda temporada y que la producción comenzaría a principios de 2025. El 12 de marzo de 2025, Paramount+ renovó la serie para una segunda temporada.

### Rodaje
El rodaje comenzó en Fort Worth, Texas y sus alrededores, en febrero de 2024 y concluyó en junio de 2024. Los lugares de rodaje incluyeron la sede de la Asociación Estadounidense de Profesionales de la Tierra, la asociación nacional que representa a los profesionales de la tierra, así como el Fort Worth Petroleum Club y la Universidad Cristiana de Texas.

## Lanzamiento
La primera temporada se lanzó el 17 de noviembre de 2024 con dos episodios, y los episodios posteriores de la primera temporada de 10 episodios estarán disponibles semanalmente hasta el 12 de enero de 2025. La segunda temporada de la serie se estrenará el 16 de noviembre de 2025.

## Recepción
En el sitio web de agregador de reseñas Rotten Tomatoes la serie tiene un índice de aprobación del 76%, basándose en 21 reseñas, con una calificación promedio de 6.1/10. En Metacritic, tiene una puntuación media ponderada de 61 sobre 100 basada en 19 críticas, lo que indica reseñas «generalmente favorables».